# Provincia di Samut Songkhram
La provincia di Samut Songkhram si trova in Thailandia, nella regione della Thailandia Centrale. Si estende per 416,7 km², ha 192 052 abitanti (nel 2020) e il capoluogo è il distretto di Mueang Samut Songkhram, dove si trova la città principale Samut Songkhram.

## Geografia antropica

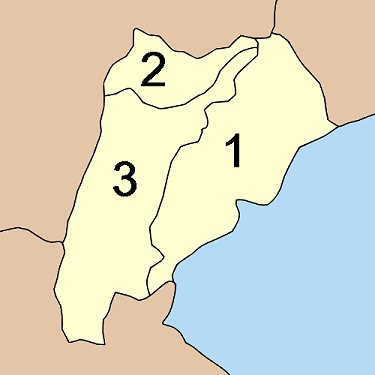
Mappa degli Amphoe

La provincia è suddivisa in 3 distretti (amphoe). Questi a loro volta sono suddivisi in 38 sottodistretti (tambon) e 284 villaggi (muban).
| 1. Mueang Samut Songkhram 2. Bang Khonthi 3. Amphawa |

### Amministrazioni comunali
In provincia non vi sono comuni con lo status di città maggiore (thesaban nakhon). Il solo comune che rientra tra le città minori (thesaban mueang) è Samut Songkhram, che nel 2020 aveva 27 323 residenti. La più popolata tra le municipalità di sottodistretto (thesaban tambon) è Amphawa, con 4 731 residenti, sede di un famoso mercato galleggiante.